# Peta Vlada Republike Hrvatske
Peta Vlada Republike Hrvatske je saziv Vlade Republike Hrvatske u periodu od 3. travnja 1993. do 7. studenog 1995. Predsjednik Vlade bio je Nikica Valentić. 

## Sastav
| Ime i prezime                | Funkcija                                                   | Vrijeme obnašanja dužnosti            |
| ---------------------------- | ---------------------------------------------------------- | ------------------------------------- |
| Nikica Valentić              | predsjednik                                                | 3. travnja 1993. do 7. studenog 1995. |
| dr. sc. Mate Granić          | potpredsjednik                                             | od 27.05.1993.                        |
| dr. sc. Mate Granić          | ministar vanjskih poslova                                  | od 27.05.1993.                        |
| mr. sc. Borislav Škegro      | potpredsjednik                                             |                                       |
| Vladimir Šeks                | potpredsjednik                                             | do 20.09.1994.                        |
| dr. sc. Ivica Kostović       | potpredsjednik                                             | od 12.10.1993.                        |
| dr. sc. Jure Radić           | potpredsjednik                                             | od 18.10.1994.                        |
| dr. sc. Jure Radić           | ministar razvitka i obnove                                 | od 18.10.1994.                        |
| Bosiljko Mišetić             | potpredsjednik                                             | od 11.05.1995.                        |
| dr. sc. Zoran Jašić          | ministar financija                                         | do 07.07.1994.                        |
| mr. sc. Božo Prka            | ministar financija                                         | od 07.07.1994. do 07.11.1995.         |
| Ivan Čermak                  | ministar industrije, brodogradnje i energetike             | do 20.05.1993.                        |
| Ivan Čermak                  | ministar gospodarstva                                      | od 20.05.1993. do 12.10.1993.         |
| Nadan Vidošević              | ministar gospodarstva                                      | 12.10.1993. do 18.09.1995.            |
| mr. sc. Zlatko Mateša        | ministar u Vladi                                           | do 18.09.1995.                        |
| mr. sc. Zlatko Mateša        | ministar gospodarstva                                      | od 18.09.1995.                        |
| Zlatko Tomčić                | ministar graditeljstva i zaštite okoliša                   | do 31.12.1994.                        |
| Marina Matulović-Dropulić    | ministrica prostornog uređenja, graditeljstva i stanovanja | od 27.01.1995.                        |
| mr. sc. Vesna Girardi-Jurkić | ministrica kulture i prosvjete                             | do 18.10.1994.                        |
| Zlatko Vitez                 | ministar kulture                                           | od 18.10.1994.                        |
| Gojko Šušak                  | ministar obrane                                            |                                       |
| Ivan Jarnjak                 | ministar unutarnjih poslova                                |                                       |
| Ivan Tarnaj                  | ministar poljoprivrede, šumarstva i vodoprivrede           | do 31.12.1994.                        |
| Ivica Gaži                   | ministar poljoprivrede i šumarstva                         | od 27.01.1995.                        |
| Ivica Mudrinić               | ministar pomorstva, prometa i veza                         |                                       |
| Ivica Crnić                  | ministar pravosuđa i uprave                                | do 20.05.1993.                        |
| Ivica Crnić                  | ministar pravosuđa                                         | od 20.05.1993. do 18.05.1995.         |
| Miroslav Šeparović           | ministar pravosuđa                                         | od 18.05.1995.                        |
| Jurica Malčić                | tajnik Vlade                                               | do 13.05.1993.                        |
| Jurica Malčić                | ministar uprave                                            | od 20.05.1993. do 02.03.1994.         |
| Davorin Mlakar               | tajnik Vlade                                               | od 13.05.1993. do 03.03.1994.         |
| Davorin Mlakar               | ministar uprave                                            | od 02.03.1994.                        |
| Ivan Penić                   | ministar privatizacije i upravljanja imovinom              | od 27.01.1995.                        |
| mr. sc. Josip Juras          | ministar rada i socijalne skrbi                            | do12.10.1993.                         |
| Ivan Parać                   | ministar rada i socijalne skrbi                            | do12.10.1993. do 27.01.1995.          |
| Joso Škara                   | ministar rada i socijalne skrbi                            | od 27.01.1995.                        |
| mr. sc. Niko Bulić           | ministar trgovine i turizma                                | do 20.05.1993.                        |
| mr. sc. Niko Bulić           | ministar turizma                                           | od 20.05.1993.                        |
| dr. sc. Zdenko Škrabalo      | ministar vanjskih poslova                                  | do 27.05.1993.                        |
| dr. sc. Juraj Njavro         | ministar u Vladi                                           | od 12.10.1993.                        |
| dr. sc. Juraj Njavro         | ministar zdravstva                                         | do 12.10.1993.                        |
| dr. sc. Andrija Hebrang      | ministar zdravstva                                         | od 12.10.1993.                        |
| dr. sc. Branko Jeren         | ministar znanosti i tehnologije                            |                                       |
| Ljilja Vokić                 | ministrica prosvjete i športa                              | od 18.10.1994.                        |
| Ivan Majdak                  | ministar u Vladi                                           |                                       |
| dr. sc. Adalbert Rebić       | ministar u Vladi                                           | od 27.01.1995.                        |
| Davor Štern                  | ministar u Vladi                                           | od 21.08.1995.                        |
| Marijan Petrović             | ministar u Vladi                                           | od 11.05.1995.                        |
| Jagoda Premužić              | tajnica Vlade                                              | od 03.03.1994.                        |

## Poveznice
- Vlada Republike Hrvatske
- Popis hrvatskih predsjednika Vlade
- Predsjednik Vlade Republike Hrvatske

## Vanjske poveznice
- Kronologije Vlade RH  Arhivirana inačica izvorne stranice od 1. srpnja 2007. (Wayback Machine)
- Vlada RH  Arhivirana inačica izvorne stranice od 31. kolovoza 2007. (Wayback Machine)